# فرودگاه ینبع
فرودگاه ینبع  (به انگلیسی: Yanbu Airport) یک فرودگاه همگانی با کد یاتا YNB است که یک باند فرود آسفالت دارد و طول باند آن ۳۲۱۰ متر است. این فرودگاه در شهر ینبع کشور عربستان سعودی قرار دارد و در ارتفاع ۸ متری از سطح دریا واقع شده است.